# 榎戶洋司
榎戶洋司（日语：／ Enokido Yōji，1963年9月27日—），日本動畫编剧、小说家。滋賀縣出生，京都藝術短期大學（現為京都造形藝術大學）專科畢業。

## 主要作品

### 電視動畫
- 美少女戰士S（劇本，1994年）
- 美少女戰士SuperS（系列構成，劇本，1995年）
- 新世紀福音戰士（2、7、8、11話劇本，与庵野秀明联名，1995年）
- 少女革命（系列構成，劇本，1997年）
- 翼神世音（劇本，2002年）
- 圓盤皇女（劇本，2002年）
- 忘卻的旋律（系列構成，全話劇本，2004年）
- 櫻蘭高校男公關部（系列構成，全話劇本，2006年）
- 交響情人夢 巴黎篇（系列構成，全話劇本，2008年）
- STAR DRIVER 閃亮的塔科特（系列構成，全話劇本，2010年）
- 地球隊長（系列構成，全話劇本，2014年）
- 文豪Stray Dogs 第1期（系列構成，全話劇本，2016年）
- 文豪Stray Dogs 第2期（系列構成，全話劇本，2016年）
- 龍的牙醫（劇本，與舞城王太郎聯名，2017年）
- 機動戰士Gundam GQuuuuuuX（編劇，2025年）

### OVA
- FLCL（全話腳本，2000年）
- 勇往直前2!（全話腳本，2004年）

### 劇場版動畫
- 美少女戰士SuperS 夢想的黑洞（腳本，1995年）
- 少女革命～思青期默示錄（腳本，1999年）
- 福音战士新剧场版：序（脚本協力，2007年）
- 福音战士新剧场版：破（脚本協力，2009年）
- 超时空甩尾（脚本（与石井克人（日语：石井克人）、櫻井圭記（日语：櫻井圭記）联名），2010年）
- 福音戰士新劇場版：Q（脚本，2013年）
- 文豪StrayDogs電影版（脚本，2018年）
- 福音戰士新劇場版：終（脚本協力，2021年）

### PV
- 崇尚麻里子（脚本，2011年）